# NGC 5152
NGC 5152 este o galaxie spirală situată în constelația Hidra. A fost descoperită în 5 mai 1834 de către John Herschel.